# Battaglia del Serchio
La battaglia del Serchio venne combattuta il 3 dicembre 1430 tra l'esercito delle repubbliche alleate di Genova e Lucca, che sconfissero l'armata della Repubblica di Firenze.

## Antefatti
Nel quadro della terza fase delle cosiddette guerre di Lombardia, la Repubblica di Firenze, nel dicembre 1429, aveva dichiarato guerra a Lucca, che era governata da Paolo Guinigi in qualità di Signore. L'esercito fiorentino, guidato da Niccolò Fortebraccio, invase lo stato di Lucca e cinse di assedio la città che era difesa da mura possenti e ben munita. Il Guinigi chiese l'aiuto di Filippo Maria Visconti, duca di Milano, che però non poteva intervenire militarmente in suo aiuto in quanto i capitoli della pace stabilita con papa Martino V gli impedivano di oltrepassare con le sue truppe il fiume Magra. Finse pertanto di cacciare dal ducato Francesco Sforza (che era confinato da due anni a Mortara), affidandogli in realtà alcuni veterani e il denaro necessario per condurre le operazioni militari in Toscana. Nel frattempo i fiorentini si erano spinti fin sotto le mura di Lucca dove, su progetto del Brunelleschi, decisero di deviare il corso del fiume Serchio affinché, allagando gli spalti, abbattesse le mura della città. Il progetto non passò inosservato ed i lucchesi, con alcune incursioni mirate, non solo impedirono il completamento dei lavori ma deviarono le dighe facendogli allagare il campo fiorentino. Nel frattempo il Fortebraccio appreso dell'avvicinarsi dello Sforza decise di togliere l'assedio a Lucca ritirandosi a Ripafratta. Il Guinigi approfittò della situazione per cercare di recuperare i castelli perduti pagando i fiorentini ma i lucchesi, venutolo a sapere, il 15 agosto del 1430 lo imprigionarono insieme ai suoi cinque figli con l'accusa di aver usurpato la libertà della città di Lucca che era garantita dall'Impero, affidando il governo della città allo Sforza.
Firenze però non sospese le ostilità ed iniziò a trattare con lo Sforza al quale furono dati 70 000 fiorini perché lasciasse Lucca a se stessa. Lo Sforza, incassato il danaro abbandonò Pescia dirigendosi nei suoi domini a Manfredonia e i fiorentini si ripresentarono nella pianura alle porte della città questa volta sotto il comando di Guidantonio da Montefeltro, duca di Urbino. Il Governo della città riprese le trattative con Filippo Maria Visconti, il quale, pur non volendo nuovamente immischiarsi in modo diretto nella guerra, svolse un'azione diplomatica per favorire l'alleanza tra Lucca e Genova che riuscì a radunare un esercito di diverse migliaia di uomini al comando di Niccolò Piccinino. Genova, che aveva mire espansionistiche in Lunigiana e Versilia, inviò in soccorso dei lucchesi mille balestrieri.

## La battaglia
Niccolò Piccinino offrì battaglia in campo aperto il 3 e 4 dicembre 1430 presso il paese di S.Angelo in Campo sulle rive del Serchio, ad ovest di Lucca. Il generale fiorentino Guidantonio da Montefeltro accettò lo scontro, ma fu sconfitto, anche perché si trovò preso fra due fuochi in quanto oltre al Piccinino dovette subire l'attacco della Milizia Lucchese fuoriuscita dalla Mura. A seguito della battaglia, che per i lucchesi si chiamò "La Gran Botta", i fiorentini dovettero cessare le ostilità rinunciando definitivamente alla completa conquista dello Stato di Lucca.

## Conseguenze
Le conseguenze della Battaglia del Serchio furono di notevole importanza per definire gli equilibri regionali nelle valli di Serchio e Magra e nei litorali apuano e versiliese; tali equilibri sarebbero rimasti sostanzialmente immutati fino all'unità d'Italia. In particolare, tra gli effetti della guerra (che la battaglia risolse) si devono ricordare:
- Il permanere indipendente della città di Lucca che si ricostituì in Repubblica di Lucca, la quale sarebbe rimasta sovrana, pur con un territorio ridotto di oltre la metà della superficie, fino al 1799, con l'arrivo dell'esercito francese di Napoleone Bonaparte, e avrebbe continuato ad esistere come Repubblica democratica giacobina, principato e ducato fino alle soglie dell'unità italiana.
- La penetrazione estense in Val di Serchio; i Duchi di Ferrara, approfittando del fatto che Lucca si trovava assediata, occuparono infatti varie terre in Garfagnana. Nonostante varie successive guerre, che durarono fino ai primi anni del XVII secolo, parte cospicua dell'alta val di Serchio rimase a far parte del Ducato di Modena fino all'unità nazionale. In Garfagnana sotto il controllo lucchese restarono solo le vicarie di Minucciano, Castiglione e Gallicano.
- Il rafforzarsi della presenza genovese in Lunigiana e Versilia. Quale compenso per il fondamentale aiuto dato a Lucca, Genova ottenne infatti il controllo di Pietrasanta; sarebbe dovuto trattarsi di una occupazione temporanea, ma quando, nel 1484, la Repubblica di Genova si ritirò dal territorio versiliese, il rientro della città nei domini di Lucca venne fortemente contrastato dai fiorentini, finché, nel 1513, il papa Leone X non la consegnò definitivamente a Firenze, che era governata dai Medici suoi familiari. Miglior fortuna Genova ebbe in Lunigiana, dove, dopo lunghe guerre e dispute con Firenze, riuscì ad ottenere (1494) il controllo definitivo di Sarzana e di gran parte della Val di Vara.
- Il definirsi dei limiti storici occidentali e settentrionali del territorio compatto dello stato regionale toscano (vedi Granducato di Toscana). Lo stato regionale originatosi dalla Repubblica di Firenze e poi trasformatosi in Granducato ebbe infatti il suo limite nei Monti Pisani, nella Montagna Pistoiese e nella Valdinievole. A Nord e Ovest delle suddette terre esistevano poi una serie di exclaves (Pietrasanta in Versilia, Barga in val di Serchio, Casola, Fivizzano, ecc. in Lunigiana) che rimanevano fisicamente separate dal territorio toscano, pur facendone parte dal punto di vista politico.
- La quasi totale estromissione della Repubblica di Lucca dal controllo della Lunigiana e le litorale apuano. Lucca infatti, pur vincendo la guerra e restando indipendente, non riuscì più a recuperare la maggior parte dei suoi possessi in zona (Massa, Carrara e Casola in Lunigiana); rimasero a Lucca solo Montignoso e alcune terre lunigianesi poste nella vicaria di Minucciano (che formava un'exclave a cavallo tra Garfagnana e Lunigiana); nell'arco di pochi anni, uno dei rami della famiglia Malaspina riuscì a costituire, a Massa e Carrara, una piccola entità statuale autonoma destinata a durare fino al XIX secolo.

Rimanevano esterni all'assetto fin qui delineato:
- Pontremoli, all'epoca sotto il controllo genovese (tramite la famiglia dei Fieschi), ma contesa dal Ducato di Milano e destinata a passare ripetutamente di mano per altri due secoli, sino all'acquisto definitivo da parte del Granducato di Toscana nel 1650;
- la miriade dei feudi imperiali indipendenti, spesso anche minuscoli, originatisi dal frammentarsi dei territori dei Malaspina prima che si affermasse il principio della primogenitura; una parte di tali feudi, con in testa il marchesato di Fosdinovo, mantenne la propria indipendenza fino all'epoca napoleonica, ma essi non vennero ricostituiti dal Congresso di Vienna, che li attribuì invece alla restaurata duchessa di Massa e Carrara, Maria Beatrice d'Este.